# بییاپربدو
بییاپربدو (به اسپانیایی: Villaprovedo) یک شهرستان در اسپانیا است که در کاستیا و لئون واقع شده‌است.

## خصوصیات
بییاپربدو ۲۶٫۴ کیلومترمربع مساحت و ۶۹ نفر جمعیت دارد و ۸۵۵ متر بالاتر از سطح دریا واقع شده‌است.